# Francia Raisa
Francia Raisa Almendárez, née le 26 juillet 1988 à Los Angeles (Californie), est une actrice et danseuse américaine. 
Elle est surtout connue pour avoir incarné le rôle de Leti dans American Girls 3 (2006), le rôle de Alejandra Delgado dans La Passion de la glace (2008) et Duo de glace, duo de feu (2010), et celui d'Adriana Lee dans la série dramatique La Vie secrète d'une ado ordinaire de 2008 à 2013.

## Biographie
Née à Los Angeles en Californie, Francia est la fille de Renán Almendárez Coello et de Virginia Almendárez. Elle est mexicaine par sa mère et son père est originaire de Honduras. Elle a deux jeunes sœurs nommées Italia et Irlanda. Quelques années après sa naissance, son père crée sa propre émission de radio latine baptisé "El Cucuy". Francia est allée au lycée Bishop Alemany High School où elle a été pom-pom girl

## Carrière
Elle a débuté en 2004-2005, en étant une actrice invitée dans des sitcom comme American Family : Journey Of Dreams et Over There. 
En 2006, elle a eu le rôle de Leti, une latina pom-pom girl dans American Girls 3. 
En 2007, elle a joué dans le téléfilm sur Nickelodeon ; Shredderman Rules. 
En 2008, elle a joué dans le téléfilm La Passion de la glace; ensuite, jusqu'en 2013, elle a incarné le rôle de Adriana "Adrian" Lee dans la série La Vie secrète d'une ado ordinaire.
En 2009, elle est apparue dans le clip du groupe Dope, Addiction
En 2010, elle est apparue dans un clip du groupe Savvy & Mandy et dans un clip de Iyaz.
En 2013, elle apparait dans le clip André de la chanteuse américaine JoJo.
En 2015, elle apparaît et danse dans le clip Gibberish de Max Schneider

## Vie privée
Francia est très proche de Selena Gomez, Shailene Woodley, Megan Park, Daren Kagasoff, David Henrie, Samantha Droke, Ashley Tisdale, JoJo, Kay Panabaker, Gregg Sulkin, Marielle Jaffe et Tiffany Thornton.
Elle a été en couple pendant trois ans (2006-2009) avec un chorégraphe de danse hip-hop, Shane Sparks. Elle a ensuite été en couple avec l'acteur, Hosea Chanchez, d'avril 2009 à avril 2013.
On apprend qu'elle a aussi fait don de l'un de ses reins à son amie Selena Gomez durant l'été 2017.
Elle perd l'une de ses meilleures amies, Supanna, d'un cancer en août 2024. 

## Filmographie

### Cinéma
- 2006 : American Girls 3 : Leti
- 2009 : Sea, Sex and Fun (Fired Up) : Marly
- 2010 : Bulletface : Maria
- 2012 : Chastity Bites : Katharine Garcia
- 2015 : Shéhérazade : Au-delà du paradis (Beyond Paradise) : Shahrzad
- 2016 : The Wrong Car : Gretchen
- 2016 : The Secrets of Emily Blair : Tara
- 2017 : Dirty Lies : Officier Ramirez

### Télévision

#### Séries télévisées
- 2005 : Over There : Sawa
- 2009 : US Marshals : protection de témoins : Olivia Morales
- 2008–2013 : La Vie secrète d'une ado ordinaire : Adriana "Adrian" Lee (121 épisodes)
- 2013 : The Mindy Project : Katie
- 2012 : Les Experts : Erin Vickler
- 2016 : Hit the Floor : Rennae (2 épisodes)
- 2017 : Rosewood : Lena Price
- 2017 : Dear White People : Vanessa (3 épisodes)
- 2017 : Shut Eye : une fille qui lit
- 2018 : Black-ish : Ana Torres
- 2018-2024 : Grown-ish : Ana Torres (60 épisodes)
- 2022-2023: How I Met Your Father : Valentina (30 épisodes)

#### Téléfilms
- 2007 : La revanche de Déchireman : Isabel
- 2009 : La Passion de la glace : Alejandra "Alex" Delgado
- 2010 : Duo de glace, duo de feu (The Cutting Edge: Fire & Ice) : Alejandra "Alex" Delgado
- 2012 : Christmas Bounty : Tory Bell
- 2013 : Le Noël rêvé de Megan : Penny
- 2013 : Company Town : Grace
- 2016 : Un taxi inquiétant : Gretchen
- 2017 : Prise au piège dans ma maison : Samantha
- 2017 : Il était une fois une rencontre : Izzy Flores
- 2018 : Life-Size 2 : A Christmas Eve : Grace Manning

## Voix françaises
- Marie Tirmont[4] dans :
  - La Vie secrète d'une ado ordinaire (série télévisée)
  - US Marshals : Protection de témoins (série télévisée)
  - Duo de glace, duo de feu (téléfilm)
  - Les Experts (série télévisée)
  - The Mindy Project (série télévisée)
  - Christmas Bounty (téléfilm)
  - Le Noël rêvé de Megan (téléfilm)
  - Un taxi inquiétant (téléfilm)
  - Rosewood (série télévisée)
  - How I Met Your Father (série télévisée)

Et aussi
- Vanessa Van-Geneugden dans Dear White People[4] (série télévisée)
- Céline Melloul dans Prise au piège dans ma maison (téléfilm)